# Iodamide
Lo  iodamide è un principio attivo utilizzato come mezzo di contrasto in radiologia.

## Utilizzi
Viene utilizzato in sede di diagnostica in casi di neoplasie al seno che non risultano palpabili.